# Lanistes ovum
Lanistes ovum е вид коремоного от семейство Ampullariidae.

## Разпространение
Видът е разпространен в Ангола, Ботсвана, Бурунди, Демократична република Конго, Замбия, Зимбабве, Камерун, Кения, Малави, Мозамбик, Намибия, Нигер, Нигерия, Сомалия, Чад, Южен Судан и Южна Африка.